# Santa Bàrbara de Pruneres
Santa Bàrbara de Pruneres és una església d'Oix, al municipi de Montagut i Oix (Garrotxa). Enclavada a la serra de Santa Bàrbara, al bell mig de l'Alta Garrotxa, s'hi observa una panoràmica excepcional sobre la vall d'Oix, el Bassegoda, el Ferran, etc. És una obra inclosa en l'Inventari del Patrimoni Arquitectònic de Catalunya.

## Descripció

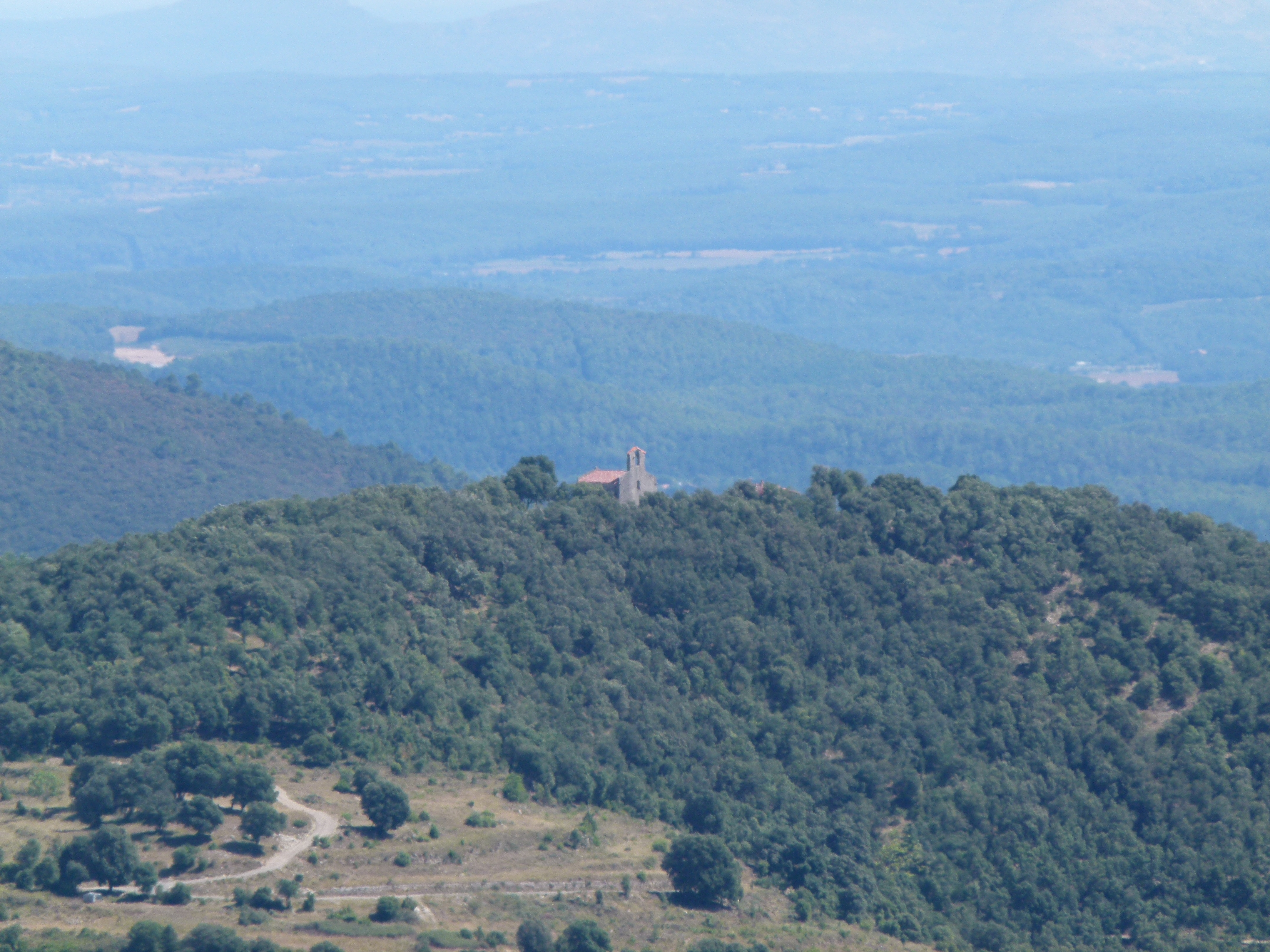
Santa Bàrbara de Pruneres des de Bestracà

### Exterior
És una església romànica formada per una sola nau amb volta apuntada, capçada a l'est per un absis semicircular. Aquest té una finestra de mig punt i de doble esqueixada en la seva part central. Una finestra de similars característiques s'obre en el mur oest, que està rematat per un senzill campanar de cadireta o espadanya d'un sol ull. La nau està coberta amb una volta apuntada. També s'observa un lleuger eixamplament a l'alçada del presbiteri, però sense arribar a formar un transsepte. L'element més destacat és el porxo o galilea, poc habitual a la zona. Està adossat al mur sud, protegint la porta d'entrada i, tant per l'estructura com per la qualitat dels materials emprats en la construcció, s'ha apuntat que es tractaria d'una obra posterior a la de l'edifici principal, segurament afegida a finals del segle xiii o principis del XIV. La galilea està situada a la banda de migdia i està formada per cinc arcs de mig punt, el central fa les funcions d'accés i presenta una coberta de fusta. S'insinua la teulada primitiva, de llosa, damunt la qual s'alçà, possiblement durant els segles XVII o XVIII, una construcció de caràcter defensiu. Les mènsules situades a banda i banda de la porta i al llarg del mur sud també ho fan pensar. La porta d'accés està formada per un senzill arc adovellat de mig punt. A la paret de tramuntana, hi ha una còpia d'una làpida sepulcral (del segle xiv) que representa l'enterrament d'una dama. L'original, que té certa analogia amb la de Sant Andreu del Coll i que era d'alabastre, es va destruir el 1936. Es creu que pertanyia als senyors de Bestracà, que van ser enterrats en aquest temple. A l'església, s'hi venerà la talla romànica en fusta de santa Maria, de la segona meitat del segle xii, que ara es troba al Museu Nacional d'Art de Catalunya procedent de la col·lecció Plandiura. Des del 1939, es conserva el retaule de l'església al Museu parroquial de Sant Esteve d'Olot. Amb motiu de les obres dutes a terme als anys 70, van aparèixer enmig del pedruscall dues làpides sepulcrals. Una diu, en lletra probablement del segle xiii: Hic iacet Alber/ti qui stabilivit unum presbiterium. L'altra conté dues inscripcions separades per una faixa de la mateixa pedra. A l'esquerra diu: Hic iacet bus de Pulcro/vespere i a la dreta: Hic iacet rus de Spin/Albo.

### Interior
A l'interior presenta volta apuntada. Una imposta recorre els murs i l'absis. A tocar del presbiteri s'obre un petit creuer, no visible des de l'exterior, en els braços del qual hi havia hagut els altars. El terra és pavimentat amb ceràmica. El presbiteri es troba elevat un graó. Cal destacar la petita obertura rodona a la part més alta de la volta. L'absis, com la resta de la nau, està construït amb grosses pedres treballades. Al centre hi ha una finestra de doble esqueixada. El temple contenia fins al 1936, en què va ser destruït, un retaule representant un passatge de la vida de la santa.

## Història
És una construcció datada del segle xii o principis del XIII, tot i que segurament hi existia abans una esglesiola anterior. El mot Prunarias apareix en un document de l'any 966 com a pertanyent a Sant Pere de Camprodon. L'edifici es troba esmentat altre cop el 1017. Sembla que des de poc després del 966 pertanyia al priorat de Santa Maria del Coll de Panissars, situació que devia mantenir fins al començament del segle xvii. El 1617 l'església és unida a la de Sant Llorenç d'Oix. El 1661 hi havia 3 altars: el de santa Bàrbara, el de santa Caterina i el de sant Bartomeu. L'església es va malmetre durant la Guerra civil de 1936-39. Tot el conjunt va ser completament restaurat entre els anys 1972-1979 pels Amics de l'Alta Garrotxa.
Al seu interior, es guardaven diferents peces artístiques, com una làpida sepulcral representant l'enterrament d'una dama del castell de Bestracà, que fou malmesa durant les revoltes del 1936. Alguns dels fragments foren dipositats al Museu d'Olot pel Dr. Joaquim Danès. Fins a les acaballes del segle xix s'hi venerava una talla romànica, avui dipositada al Museu d'Art de Catalunya, procedent de la col·lecció Plandiura. Els fragments d'un retaule representant la vida de la santa estan guardats al Museu Parroquial d'Olot.
De l'any 1972 al 1981, s'hi han efectuat obres de restauració, que han suposat prescindir de la construcció bastida sobre la nau durant els segles XVII-XVIII i també la que convertí en torre la vella espadanya, refeta després que un llamp la destruís, pel setembre de 1978.